# Lester Arts
Lester Arts (né le 28 juin 1967 à Exeter, dans la province de l'Ontario au Canada) est un joueur néerlandais de hockey sur glace.

## Carrière de joueur
Il commence sa carrière en 1988 avec le Streatham Redskins dans la Ligue du Sud.

## Statistiques de carrière
| Saison    | Équipe              | Ligue                |    | Saison régulière | Saison régulière | Saison régulière | Saison régulière | Saison régulière |   | Séries éliminatoires | Séries éliminatoires | Séries éliminatoires | Séries éliminatoires | Séries éliminatoires |
| Saison    | Équipe              | Ligue                | PJ | B                | A                | Pts              | Pun              | PJ               | B | A                    | Pts                  | Pun                  |                      |                      |
| 1988-1989 | Streatham Redskins  | Ligue du Sud         | 13 | 6                | 9                | 15               | 20               | -                | - | -                    | -                    | -                    |                      |                      |
| 1991-1992 | Heerenveen Flyers   | Eredivisie ijshockey | 30 | 3                | 8                | 11               | 34               | 6                | 1 | 5                    | 6                    | 8                    |                      |                      |
| 1992-1993 | Heerenveen Flyers   | Eredivisie ijshockey | 24 | 2                | 6                | 8                | 40               | 16               | 6 | 7                    | 13                   | 10                   |                      |                      |
| 1993-1994 | Smoke Eaters Geleen | Eredivisie ijshockey | 16 | 8                | 10               | 18               | 8                | 22               | 5 | 6                    | 11                   | 10                   |                      |                      |
| 1994-1995 | Smoke Eaters Geleen | Eredivisie ijshockey | 23 | 6                | 13               | 19               | 44               | 6                | 0 | 0                    | 0                    | 37                   |                      |                      |
| 1995-1996 | Smoke Eaters Geleen | Eredivisie ijshockey | 20 | 4                | 15               | 19               | 54               | 5                | 0 | 3                    | 3                    | 12                   |                      |                      |
| 1996-1997 | Heerenveen Flyers   | Eredivisie ijshockey | 14 | 2                | 8                | 10               | 12               | 7                | 1 | 2                    | 3                    | 8                    |                      |                      |
| 1997-1998 | Heerenveen Flyers   | Eredivisie ijshockey | 24 | 4                | 20               | 24               | 14               | 5                | 2 | 2                    | 4                    | 8                    |                      |                      |
| 1998-1999 | Heerenveen Flyers   | Eredivisie ijshockey | 7  | 1                | 2                | 3                | 4                | -                | - | -                    | -                    | -                    |                      |                      |
| 1999-2000 | Heerenveen Flyers   | Eredivisie ijshockey | 12 | 3                | 1                | 4                | 35               | 9                | 2 | 4                    | 6                    | 18                   |                      |                      |
| 2000-2001 | Heerenveen Flyers   | Eredivisie ijshockey | 6  | 0                | 1                | 1                | 2                | 5                | 1 | 1                    | 2                    | 4                    |                      |                      |
| 2001-2002 | Heerenveen Flyers   | Eredivisie ijshockey | 24 | 2                | 10               | 12               | 14               | 7                | 0 | 1                    | 1                    | 4                    |                      |                      |
| 2002-2003 | Heerenveen Flyers   | Eredivisie ijshockey | 37 | 6                | 14               | 20               | 52               | 4                | 0 | 1                    | 1                    | 2                    |                      |                      |
| 2003-2004 | Heerenveen Flyers   | Eredivisie ijshockey | 35 | 8                | 16               | 24               | 26               | 5                | 2 | 3                    | 5                    | 12                   |                      |                      |